# Pierre Quieke
Pierre Quieke ou Cuyck  (né à Gand et  mort à Valenciennes le  21 janvier 1506), est un ecclésiastique qui fut  évêque consacré de Tournai de 1497 à 1506.

## Biographie
Pierre Quieke ou Cuyck naît à Gand. Il est abbé de l'Abbaye de Saint-Amand depuis 1475 lorsqu'il se rend à Rome muni d'une lettre de recommandation de l'archiduc Philippe le Beau qui en tant que comte de Flandres le préconise comme évêque de Tournai. Le pape Alexandre VI lui attribue le siège épiscopal devenu libre à la suite de la résignation en 1496 de Mgr Antonio Gentile Pallavicino. Pierre Quieke est consacré évêque en 1497 dans l'église Saint-Sauveur de Bruges par Henri de Bergues l'évêque de Cambrai. Il ne peut toutefois pas prendre possession de son diocèse occupé par Louis de Pot nommé par le Roi de France et soutenu par le chapitre de chanoines de Tournai. Il doit fixer sa résidence à Gand et ne contrôle que la partie de l’évêché située en Flandre méridionale et le pays de Waes. La mort de Louis de Pot en 1505 et le décès de Pierre Quieke à Valenciennes le 21 janvier 1506 permet la nomination de Charles de Hautbois  comme évêque et abbé de Saint-Amand ce qui met fin au « Schisme de Tournai ».